# 吴承恩
吳承恩（1506年—1582年），字汝忠，号射阳山人，或射阳居士，淮安府山陽縣（今江蘇省淮安市淮安區）人，祖籍江蘇省漣水縣，明代文学家，咸信為《西遊記》作者。

## 生平
吳承恩先祖在元末明初遷居當時淮安河下，至吳承恩已五代。父親是商人，生前十分希望兒子能考取功名，為他取名承恩，字汝忠，意思希望他能讀書做官，上承皇恩，下澤黎民。
父吴锐，字廷器，卖“彩缕文羯”，“又好谭时政，竟有所不平，辄抚几愤惋，意气郁郁”。吴锐入赘徐家，“遂袭徐氏业，坐肆中”，棄儒成為商人。而后娶张氏为侧，吴承恩为侧室张氏所生。吴承恩自幼聰慧，喜讀野言稗史、志怪小說，“尝爱唐人如牛奇章、段柯古辈所著传记，善模写物情，每欲作一书对之”，“髫龄，即以文鸣于淮”，頗得官府、名流和鄉紳的賞識。嘉靖八年（1529年），吴承恩到淮安知府葛木所创办的龙溪书院读书，得到葛木的赏识。朱应登认为他“可尽读天下书”，而“以家所藏图史分其半与之”，嘉靖二十九年（1550年）大约50岁才补得一个岁贡生，到北京等待分配官职，没有入选。六年後，由于母老家贫，得到大臣李春芳的帮助做了浙江长兴县丞，常与友人朱曰藩豪飲，寄趣于诗酒之间，和嘉靖状元沈坤，诗人徐中行有往來。隆庆元年（1567年）县令归有光撰写《圣井铭并叙碑》，由县丞吴承恩亲笔书写，刻石立碑，原置于南朝陈武帝陈霸先出生地圣井旁，现藏于长兴博物馆藏。终因受人诬告，两年后“拂袖而归”，晚年以卖文为生，约六十七岁时到过杭州，大约活了将近80岁。

## 交友
吴承恩一生没有子嗣。吴承恩早年师从胡琏，平生和沈坤、朱曰藩、李春芳为莫逆之交，和吴中名士文徵明、王宠书画相和，诗词唱和，有明朝中晚期士子疏狂自傲，不合时流的时代精神风骨。吴承恩在长兴为官时，和后七子之一徐中行交往密切。晚年和陈耀文、陈文烛、邵元哲结交为翰墨之友。

## 作品
吴承恩一生创作很多，但是由于家贫，又没有子女，作品多散失。据记载有志怪小说集《禹鼎记》已失传。吳承恩的甥外孙丘度搜集其残存之稿，仅“存十一于千百”，編《射阳先生存稿》四卷，包括诗一卷、散文三卷。

### 诗歌
吴承恩诗词存世二百余首。此外，吴承恩编有词选《花草新编》，启发了另一词选《花草粹编》。
吴承恩的诗歌长篇歌行激越豪放，近乎李白。词曲出入《花间集》，近乎秦观。散文学习歐陽脩、曾巩，与唐宋古文家风格接近。

### 小说
有人认为吴承恩是《西遊記》的最后定稿作者。胡適与鲁迅根据清代吴玉搢的《山阳志遗》、阮葵生的《茶余客话》和丁晏的《石亭记事续篇》等书的考证，得出了《西游记》的作者是淮安嘉靖中岁贡生吴承恩的结论。认定吴承恩是小说《西游记》作者的主要依据有三，一是天启《淮安府志》“淮贤文目”在吴承恩名下记有《西游记》，其“人物志”提到吴承恩“复善谐剧，所著杂记几种，名震一时”；二是吴承恩创作有《禹鼎志》、《二郎搜山图歌》，与《西游记》有联系；三是《西游记》所用方言为吴承恩家乡淮安的方言。此外，1970年代吴承恩墓发现后，确定吴承恩曾任荆王府纪善，而世德堂本《西游记》陈元之序提到“《西游记》一书，不知其何人所为。或曰出今天潢何侯王之国，或曰出八公之徒，或曰出王自制。”三者均与王府有关。
1936年赵景深首次撰成《西游记作者吴承恩年谱》。此后蔡铁鹰编成六十余万字的《吴承恩年谱》。
最早对吴承恩为小说《西游记》作者提出怀疑的是俞平伯。1933年，俞平伯在《驳〈跋销释真空宝卷〉》中明确提出：“吴氏作《西游记》，根据《淮安府志》，志书上所谓《西游记》是不是这个《西游记》呢？也难定。”1980年代，章培恒发表《百回本〈西游记〉是否吴承恩作》和《再谈百回本〈西游记〉是否吴承恩所作》，提出《千顷堂书目》将吴承恩《西游记》归类在史部地理类，认为《淮安府志》以及吴承恩任荆王府纪善等证据，不足以确定百回本《西游记》是吴承恩所作。

## 评价
天启《淮安府志》：“性敏而多慧，博极群书，为诗文下笔立成，清雅流丽，有秦少游之风。复善谐谑，所著杂记几种，名震一时”。
淮安知府陳文燭：“汝忠谓：‘文自六经后，惟汉魏为近古；诗自三百篇后，惟唐人为近古。近时学者，徒谢朝华而不知畜多识，去陈言而不知漱芳润，即欲敷文陈诗，溢缥囊于无穷也难矣！’徐先生与余深韪其言。今观汝忠之作，缘情而绮丽，体物而浏亮，其词微而显，其旨情而深。《明堂》一赋，铿然金石，至于书记碑叙之文，虽不拟古何人，班孟坚、柳子厚之遗也；诗词虽不拟古何人，李太白、辛幼安之遗也。盖淮自陆贾、枚乘、匡衡、陈琳、鲍照、赵嘏诸人，咸有声艺苑，至宋张耒而盛；乃汝忠崛起国朝，收百代之阙文，采千载之遗韵，沉辞渊深，浮藻云峻，文潜以后，一人而已。”
朱彝尊《明诗综》：“陈玉叔云：‘汝忠縁情体物，其辞微而显，其旨博而深，淮自张文潜以后，一人而已。’李本宁云：‘汝忠与徐子与最善，往还倡和。今按其集，独不类七子，率自胸臆出之，以彼其才，仅为县丞以老，一意独行，无所扳援附丽，岂不贤于人哉？’诗话：‘汝忠论诗，谓：“近时学者，徒欲谢朝华之已披，而不知漱六艺之芳润，纵诗溢缥囊，难矣。”故其所作，习气悉除，一时殆鲜其匹。’”
《长兴县志》：“性耽风雅，作为诗，缘情体物，习气悉除。其旨博而深，其辞微而显，张文潜后殆无其伦。”
张仲谋：吴承恩的词，“在明词史上来看，应该是不足道的。”“两个字：俗、艳。或者说，花间之艳加散曲之俗，即等于吴承恩词的风格。”

## 紀念
- 吳承恩故居：江蘇省淮安市淮安區河下街道河下社區打銅巷12號
- 吳承恩墓：在山陽城外大運河東堤的南幹渠東邊（今江蘇省淮安市淮安區馬甸鎮二堡村）。1974年发现了吴承恩的棺材，棺盖上是“荆府纪善射阳吴公之柩”，从而找到了吴承恩的墓地和颅骨。赵成文用颅骨复原了吴承恩的容貌。1981年8月，吳承恩墓被當地人民政府修繕保護。
- 吳承恩紀念館：江蘇省淮安市淮安區吳承恩故居內
- 吳承恩紀念館：江蘇省連雲港市海州區鬱林路5號花果山景區內

## 其他
2016年，是吳承恩的510週年誕辰。2016年10月28號，江蘇省淮安市政府與《人民文學》雜誌社共同設立了「吳承恩長篇小說獎」，並致力使它成為具廣泛影響力的國際級文學獎。

## 熒幕形象
- 电视剧《西游记：失落的帝国》，蒋锡礽扮演老年吴承恩。
- 电视剧《吴承恩与西游记》，张浩天、六小龄童分别扮演青年和中老年吴承恩。